# Umber
Umber of omber is een kastanjebruine tot bijna zwarte schalie met een lage gemiddelde dichtheid met zo goed als geen carbonaat.

## Eigenschappen
Het gesteente bestaat voor een groot gedeelte uit limoniet en kleine hoeveelheden kwarts en apatiet. Umbers zijn sterk aangerijkt in sporenelementen als barium, kobalt, koper, nikkel, lood, vanadium, zink en zirkonium.

## Naamgeving
De naam van het gesteente umber is afgeleid van de Italiaanse regio Umbrië. Tegenwoordig is omber vooral afkomstig van Frankrijk, Italië en Duitsland. Het meest bekend zijn de umber-afzettingen van Cyprus.

## Voorkomen en toepassing
Umbers ontstaan voornamelijk op de oceaanbodem, onder invloed van hydrothermale activiteit onder invloed van onderzees vulkanisme. Vermalen umber wordt veel als pigment toegepast. Door de omber te branden ontstaat een donkerbruin pigment, dat ook bekendstaat als bergbruin. Het is in vele verfsoorten te gebruiken.